# Монтеро, Антони
Энтони Хосе Монтеро Чиринос (исп. Anthony José Montero Chirinos; 24 мая 1997, Пунта Кардон, Фалькон, Венесуэла) — венесуэльский борец вольного стиля.

## Карьера
В августе 2014 года в китайском Нанкине, уступив в финале Теймуру Маммадову из Азербайджана, стал серебряным призёром юношеских Олимпийских игр. В конце февраля 2016 года в американском Фриско, одолев в финале хозяина ковра Джеймса Грина, одержал победу на Панамериканском чемпионате. В начале марта 2020 года на Панамериканском чемпионате в Буэнос-Айресе стал бронзовым призёром. 1 марта 2024 года в Акапулько на Панамериканском квалификационном турнире, стал обладателем Олимпийской лицензии на Игры в Париж.